# Leonora n.º 3 (Op. 72a)
Leonora No. 3 es una de las diez oberturas que compuso Beethoven, y todas son piezas cortas que, posteriormente, serían ampliadas y trabajadas para su incorporación en obras mayores. Las oberturas, en términos generales, son composiciones cerradas y uniformes que expresan emociones e ideas llenas de heroísmo. El tema de la libertad está muy presente en este apartado de la producción de Beethoven.
Ante el fracaso que obtuvo su única ópera, Fidelio (el 20 de noviembre de 1805), Beethoven, aconsejado por sus amigos, cortó radicalmente la obra, reduciéndola a dos actos y compuso una nueva obertura (la conocida hoy como Leonora no. 3) y la elevó de nuevo a la escena el 29 de marzo de 1806, esta vez con el título de Leonora.

## Historia y contexto
Beethoven comenzó a componer su primera y única ópera Fidelio en el año 1804 y completó la partitura el año siguiente. La primera representación se dio el 20 de noviembre de 1805 en el Theater an der Wien de Viena; la inmensa mayoría de la audiencia estuvo conformada por oficiales y suboficiales del ejército francés. La recepción fue lastimosa. Cuando Beethoven revisó la partitura en preparación para un resurgimiento que abrió el 29 de marzo de 1806, volvió a nombrar la obertura como Leonore Overture núm. 3.

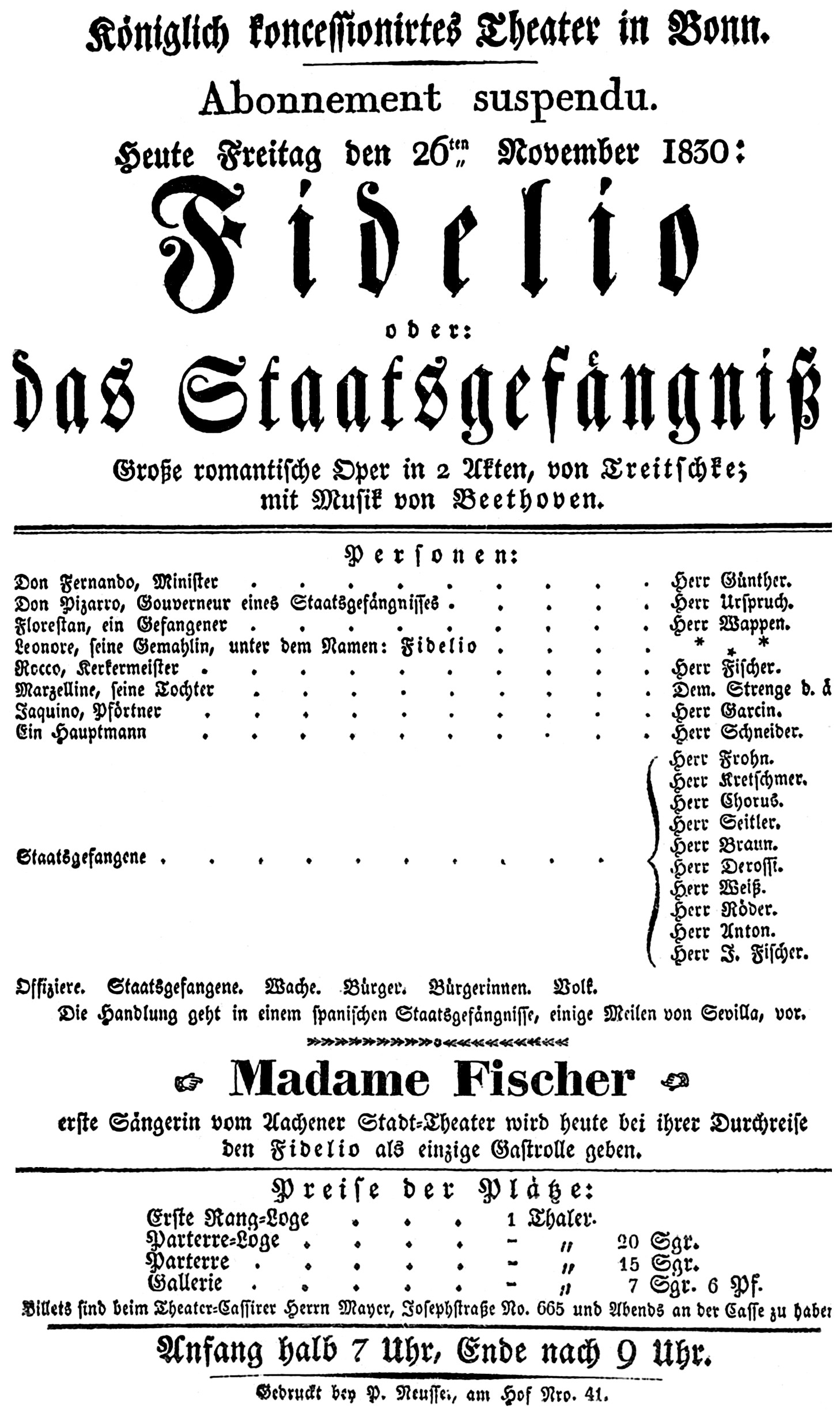
Diapositiva de la primera interpretación verificable de la ópera Fidelio de Ludwig van Beethoven a Bonn el 26 de noviembre de 1830

De las cuatro oberturas que Beethoven escribió para su ópera Leonore, (más tarde cambiando con el nombre para Fidelio) solo la que se decía Leonore núm. 3 terminó siendo interpretada como obra independiente en grandes salas de conciertos. A pesar de su número, Leonore núm. 3 es la segunda versión que Beethoven ofertó. Aunque es más conciso y menos sinfónico que su primera obertura (la obra que se denomina Leonore núm. 2), ésta no evita el dilema de contarnos todo sobre la ópera, en una música de gran sustancia y poder inolvidables, antes de que se levante el telón. Finalmente, Beethoven comprendió bien la situación y escribió su cuarta y última entrega a Fidelio: música menos poderosa, pero mejor escenografía. (Leonore núm. 1 fue escrita para una producción en Praga que nunca tuvo lugar; esta obertura se descubrió después de la muerte de Beethoven, y al ser confundida por ser su primera obertura se asignó como núm. 1).

En la sala de conciertos, la Overture Leonore núm. 3 es una gran obra de la música dramática, tan convincente como cualquier poema sinfónico de la literatura. La obertura narra la esencia de la historia: Beethoven comienza narrando en la oscuridad de la celda de la prisión donde ha sido enviado Florestan, injustamente. Florestan recuerda días mejores, y la música, encendido por su esperanza, llena de fuego y acción. La lejana llamada de la trompeta de la torre de guardia, anunciando el rescate de Florestan, aporta silencio y luego optimismo, pero finalmente la trompeta suena de nuevo y la libertad parece que se acerca. Finalmente, una recapitulación sinfónica, completamente heroica y de escala completa. Igualmente, la obertura también fue recibida con escepticismo. El cronista de Der Freimuthige escribió:
"Nadie nunca ha escuchado una música tan incoherente, ostentosa, caótica e inquietante para el oído. Las modulaciones más bruscas aparecen en una secuencia verdaderamente repulsiva, y algunas ideas menores, lejos de cualquier toque sublime, completa la impresión totalmente desagradable”.

## Elenco orquestral
La obertura necesita una orquesta formada por:
Dos flautas, dos oboés, dos clarinetes, dos fagots, cuatro trompas, dos trompetas, tres trombones, timbales, cuerda, y dos trompetas fuera del escenario.
El tiempo total de la obertura es de aproximadamente 15 minutos.

## Análisis de la obra
La obertura consta de una Introducción, Adagio, rica en modulaciones y muy misteriosa, seguida de un Allegro que tiene forma sonata bitemática. El material temático está extraído, como era de esperar, de la propia música de la ópera. Así como, por ejemplo, cuando Beethoven incluye una "llamada" de trompeta fuera del escenario, que se produce dos veces a la obertura, y que en la trama de la ópera corresponde a la llegada del ministro para liberar a Florestán.
La reexposición tiene la particularidad de que el tema inicial se presenta sutilmente por un solo de flauta y fagot (a la exposición, en cambio, eran violines primeros y Cellos).
Por último, la coda se inicia con un pasaje muy virtuoso para la orquesta: muy rápido y comenzando con los primeros violines, finalmente llevará a toda la orquesta a terminar de manera grandiosa y victoriosa.

Como ya se ha mencionado anteriormente, Beethoven compuso cuatro oberturas diferentes como parte de sus revisiones de Fidelio. Este artículo se centrará en Leonore Overture núm. 3. En cuanto a la sección de Adagio de esta oferta, Edgar Istell escribió:
"Beethoven compuso esta obertura para la primera revisión de su ópera Fidelio, que se estrenó en el Theater an der Wien el 29 de marzo de 1806, bajo su propia dirección. En términos de humor, atmósfera y espíritu, esta música resume espléndidamente la secuencia dramática que transmite opresión, resolución, esperanza y liberación alegre. Es la esencia misma, no sólo de la ópera, sino también del gesto heroico de la música que asociamos al nombre de Beethoven. "
Leonore No. 3 empieza con todas las secciones de cuerda y viento madera con un tono fortissimo y un tutti en Sol. Este largo fragmento en Sol, seguida de una escala modal al unísono, que se suaviza constantemente a medida que desciende paso a paso, representa claramente el traicionero descenso de Leonore por la mazmorra. El destacado erudito de Beethoven, Lewis Lockwood, llama a esta escala descendente de obertura "un andar a tientas hacia abajo en la oscuridad".
El simbolismo musical adicional es evidente con la aparición del motivo familiar del "destino" de Beethoven (un patrón rítmico corto-corto-corto-largo) que se encuentra en el compás 24. Marie Stolba sugiere que un Beethoven amante de la naturaleza eligió el motivo rítmico familiar, el mismo motivo de la apertura de su Sinfonía n.°5 en do menor. El motivo del destino primero aparece en el Adagio de Leonore No. 3 en voz baja en las voces de viento de madera: este motivo, marcado pianissimo, puede representar el peligro inminente para Leonore, la protagonista femenina de Fidelio.
El motivo tan suave de Leonore crece rápidamente en el compás 25–27 al nivel dinámico, a un fortíssimo. El destino parece llegar bastante rápido y es implacable. Los acordes repetitivos de séptima dominante en forma de Mi que se encuentran en la orquesta pueden simbolizar los golpes de Leonore en la puerta de la mazmorra que encarcela a su esposo Florestan.
En la historia de Fidelio, hay tres personajes principales, tres personajes secundarios y (en la primera versión) tres actos. La presentación de Leonore es en 3/4, y la línea solista melódica de la flauta (doblada por los segundos violines)  contiene solo tres tonos. Esta melodía de flauta y violín de tres tonos (Mi, Fa sostenido y Sol) es lírica y Dolce, sin embargo, su calidad menor presagia el peligro para la heroína de Fidelio, Leonore.
El enfoque de Beethoven sobrela obertura está completamente pensado desde el principio hasta el final, y hay ciertos pasajes pasajes (solo de flauta, del que se hablará más adelante) refuerzan la obertura, representando el descenso gradual de Leonore en el calabozo y el escape gradual de Florestan.

### Patrones armónicos
Leonore se enfrenta a un futuro incierto en el Adagio de esta obertura de ópera. La inestabilidad armónica crea una sensación tempestuosa y premonitoria. Aunque está escrito en do mayor, este Adagio explora los centros tonales En Fa sostenido, La bemol, Si y Mi bemol. Estos cambios tan distantes en la tonalidad son desconcertantes para el oído y ayudan a crear un sensación general de ansiedad y de desconcierto. 

### El papel de la flauta travesera en la obertura
Beethoven usará la cuerda de vientos madera como símbolo de heroicidad, tanto en las oberturas como en la Sinfonía nº 3. Fagot, oboe, flauta y clarinete juegan con motivos de mucha importancia en la obra. Pero la flauta travesera es sin duda la protagonista y que supone un reto para el flautista: tiene gran protagonismo y responsabilidad durante toda la obertura.
Es pues, muy requerida por jurados a la hora de valorar la pericia que puede llegar a tener un intérprete en la orquesta, ya que esta exige el dominio de todas las cualidades que pueda tener un flautista. Podemos observar como el flautista, tanto en el solo como en los momentos que tiene diálogos con el resto de instrumentos, tiene que dominar muchos frentes a la vez: Tempo, afinación, pulso (los tresillos no lo pueden hacer retrasar), dinámica (diminuendo progresivo al sol), y por último y más importante, la flauta presenta el tema principal de la obra, por lo tanto es primordial adquirir el carácter que esta requiere.